# Grad Teylingen
Grad Teylingen (nizozemsko: Slot Teylingen) je nizozemski grad v občini Teylingen, v mestu Voorhout, blizu meje s Sassenheimom. Predvideva se, da je rodovni sedež plemiške družine gospodov Teylingenskih, iz katere neposredno izvira družina gospodov Brederodskih.

## Zgodovina
Grad je bil prvotno zgrajen za zaščito poti sever-jug na holandskem ozemlju. Prva pisna omemba gradu Teylingen je iz leta 1271, ko ga je imel v dednem fevdu od holandskega grofa gospod Dirk Teylingenski. Listina vsebuje izraz »apud Teylinge«, kar pomeni »pri Teylingenu«. Gospod Dirk Teylingenski je umrl 12. novembra 1283, nasledil pa ga je njegov sin Viljem Teylingenski. Ta Viljem je umrl nekaj tednov za očetom, brez naslednika. S tem je grad pripadel nazaj holandskemu grofu. Holandski grofje ga od takrat naprej (1283) niso več dajali v fevd, ampak so ga imeli za potrebe lova, upravnika gozdarstva in za oskrbo grofa z divjačinskim mesom. Grof Floris V. je grad in pripadajočo posest podelil v uživanje svoji ljubici Katarini Durbuyski, vdovi gospoda Alberta Voornejskega. Tudi ko se je Katarina leta 1293 ponovno poročila, ji je bilo dovoljeno grad zadržati do njene smrti leta 1328. 
V tem času je postal gozdarski grad za gozdarstvo grofov Holandskih, začenši z Viljemom IV., grofom Holandskim. Ta ga je leta 1329 dal v najem Simonu Benthemskemu, ki je hkrati postal njegov gozdarski mojster. Gozdarski mojster je nadzoroval lov na grofovi posesti, skrbel za oskrbo lesa na grofov dvor in oskrbo z divjadjo. Ta povezava med posestjo gradu iz gozdarstvom je trajala do konca 18. stoletja. Benthemski si je potem nadel ime »Teylingenski« in na gradu opravil popravila leta 1337/38. Simon Benthemski je skupaj z grofom Viljemom IV. umrl med bitko pri Warnsu leta 1345. Naslednjega leta je bil za gozdarskega mojstra imenovan Janez Boechorst, vendar je na gradu še živela vdova, ki se je znova poročila z Gerritom Herlaerskim, a kljub temu je lahko gradu uživala do smrti.  Vendar se je proti odškodnini leta 1348 odpovedala Teylingenu, ki je prešel na Gerrita Heemstedskega. Začela se je »vojna trnkov in trsk« in Gerrit Heemstedski je bil na strani trnkov in ko so prevladali pripadniki Trsk, je bil razrešen funkcije in Teylingen pripadel Janezu Herlaerskemu. 
Po smrti Janeza Herlaerskega je Teylingen padel v roke Viljema Wateringenskega, ki je bil leta 1353 imenovan za kastelana za obdobje treh let, a je bil že februarja 1355 razrešen s položaja.
Vojvoda Viljem Bavarski se je imenoval tudi grof Viljem V. Holandski
Viljem Wateringenski ni bil zadovoljen s tem odstopom, zagotovo ne zato, ker je grof Viljem Bavarski  pred tem brez razloga ubil njegovega brata Gerrita Wateringenskega v napadu duševne motnje. Viljem je od grofa zahteval zadoščenje. Tako mu je grof leta 1357 podelil »that huus mit allen synen toebehoiren van Tylinge« v fevd. Viljem Wateringenski je bil podpornik vojvode Alberta, ki je naslednjega leta postal regent. S svojo ženo je bil na gradu do svoje smrti leta 1365. Grad je nato za kratek čas prišel nazaj v roke Gerrita Heemstedskega, ki ga je naslednje leto predal vojvodi. Po smrti grofa Alberta je grad v rokah njegove vdove Margarete, in se uporablja kot lovska koča in izhodišče za lovske zabave in izlete. Od leta 1376 zaporedoma vidimo naslednje nizozemske plemiče kot nosilce gozdarskega urada; Foycken Willemsz., Bartolomej Raephorstski in Viljem Veldamenski. Nihče od teh ljudi ni živel na gradu kot gozdar. Kastelan na gradu je bil Janez Boechorst, ki je dal grajski kompleks temeljito prenoviti leta 1383.
Eden najbolj znanih prebivalcev gradu je bila Jakoba Bavarska, ki je tam umrla. V času smrti je bila poročena s svojim četrtim možem Frankom Borsselejskim. Skodelice za pitje, ki so jih izkopali v okolici, se imenujejo Jacobakanntjes.
Grad je bil okoli leta 1570 med osemdesetletno vojno močno poškodovan, nato pa delno obnovljen. Donžon je bil delno požgan leta 1675, nato pa se je začelo propadanje. Ostali deli so bili postopoma porušeni. Zemljišča (in ruševine) so postala last province Holandije; leta 1795 so bila nacionalizirana. Kasneje so zemljišče prodali pod pogojem, da se ruševine ne bodo rušile. Zaradi tega so ruševine postale eden prvih primerov nizozemske nacionalne dediščine (Monumenten Zorg).
Leta 1889 je ruševine nizozemski državi podaril Jhr. G. W. van Teylingen. Še vedno so v lasti države in spadajo pod pristojnost Rijksgebouwendienst (državna služba za gradbeništvo). Ob koncu 20. stoletja so ruševine delno obnovili, v prvotno stanje pa so spravili tudi delno zasut jarek. Obnovo je omogočil nakup zemljišča Fundacije Slot Teylingen (ob podpori Fundacije Princa Bernarda), ki je nato pridobljeno zemljišče podarila nizozemski državi.

## Značilnosti gradu
Grad se je začel kot okrogel vodni grad 37 m premera le z obročasto steno. Obročasti zid ali enceinte je iz začetka 13. stoletja. Sestavljen je iz masivnega zidu z oporniki na notranji strani, ki podpirajo loke s chemin de ronde na vrhu. Kasneje v 13. stoletju je bil dodan donjon, ki je del obzidja.
Tam je bilo tudi zunanje obzidje. V 14. stoletju so na zunanjem obzidju zgradili udobno hišo, od katere ni ostalo nič.

### Občina Teylingen
Občina Teylingen je dobila ime po gradu, deloma zato, ker je bilo ime Teylingen prisotno tudi v treh nekdanjih občinah Sassenheim, Voorhout in Warmond.